# Hymenaster pellucidus
Hymenaster pellucidus is een zeester uit de familie Pterasteridae.
De wetenschappelijke naam van de soort werd in 1873 gepubliceerd door Thomson.